# II. Dagobert frank király
II. Dagobert vagy Szent Dagobert (652 – 679. december 23.) frank király Austrasiában 676-tól haláláig. Ünnepe december 23..
III. Sigebert fia, árnyékkirályként uralkodott minden önállóság nélkül. Pipin fia, Grimoald majordomus, atyja halála után 656-ban egy ír kolostorba záratta. II. Childerich halála (675) után Wilfrid yorki érsek segítségével felderítették Dagobert hollétét, és az austrasiaiak II. Childerich király után trónra emelték bábkirályként. Három évvel később gyilkosságnak esett áldozatul, előbb mártírként, majd szentként tisztelték.